# Journey to Midnight
Journey to Midnight is een film uit 1968. De film is een samenstelling van twee afleveringen uit de televisieserie Journey to the Unknown, die werd samengesteld zodat het als horrorfilm geschikt zou zijn voor een release in de bioscoop. De film heeft Sebastian Cabot, Joan Crawford, Chad Everett, Bernard Lee en Edward Fox in de hoofdrollen.

## Synopsis

### Poor Butterfly
Steven Miller krijgt een anonieme uitnodiging voor een verkleedfeestje dat volledig doorgaat in de stijl van de jaren 1920.

#### Rolverdeling
| Acteur       | Personage                            |
| ------------ | ------------------------------------ |
| Chad Everett | Steven Miller                        |
| Bernard Lee  | Ben Loker                            |
| Fay Compton  | Victoria van het Verenigd Koninkrijk |

### The Indian Spirit Guide
Leona Gillings is een rijke weduwe die benaderdt wordt door een spiritualiste. Laatstgenoemde beweert dat ze Leona in contact kan brengen met de geest van diens overleden echtgenoot.

#### Rolverdeling
| Acteur       | Personage      |
| ------------ | -------------- |
| Julie Harris | Leona Gillings |
| Tom Adams    | Jerry Crown    |
| Tracy Reed   | Joyce          |